# Certain General
Certain General is een Amerikaanse postpunkband, geformeerd in 1980 door Parker Dulany, Phil Gammage, Marcy Saddy en Russell Berke. BOMP! Records noemde hen cultfavoriet uit de jaren 80 van New York, terwijl Rock & Folk de band identificeerde als de brug tussen Television en Radiohead. In de albumnotities voor Introduction to War (2001) noemde hun voormalige manager Stephen Graziano hen de slechtste, gekste, meest misdragende, maar geestverruimende briljante band die op aarde rondliep. Dit valt samen met de beoordeling van het tijdschrift Mojo dat het verhaal van Certain General er een is van triomf, tragedie en vaak oogverblindende muziek. Voortbouwend op een traditie die is gevestigd door rockbands uit New York, zoals Velvet Underground, heeft Certain General veel opgenomen en opgetreden in de Verenigde Staten en Europa. Hoewel er in de loop der jaren verschillende bezettings- en labelveranderingen hebben plaatsgevonden, blijven Dulany en Gammage, samen met Kevin Tooley, opnemen en optreden.
Met één voet stevig geplant in de postpunk sound van eind jaren 1970 en de andere in de opkomende new wave, was het eigenzinnige, kinetische, ritme en klank van Certain General in het begin meer te danken aan de dode disco en hiphop, zoals besproken door opkomende New Yorkse entiteiten als James Chance & the Contortions dan de humeurige, door psychedelica gek geworden richting die zou volgen. Vanaf het begin zorgde hun unieke mix van suggestieve teksten en een consequent hectische liveshow er al snel voor dat de band alom geprezen werd toen ze shows begonnen te spelen in 1981. Zoals Boston Rock destijds opmerkte, waren ze buitengewoon energiek, de laatste keer dat de band hier speelde sloopte het publiek de muren bijna omver. De New Yorkse belangrijke rockcriticus Robert Christgau van de Village Voice woog in die zin dat de band rollende, ambitieuze, enigszins gemanierde artpop produceerde die volledig origineel is. En zijn collega Van Gosse beweerde dat deze band, zo vurig en jong, ergens voor is gaan staan. Die bekendheid zou zich uiteindelijk uitbreiden naar Europa, waar ze in 1984 November's Heat zouden uitbrengen, beschouwd als een baanbrekend album uit de jaren 1980 en een van de bepalende rockplaten in New York. November's Heat zou de band vele onderscheidingen opleveren, vooral in Frankrijk. In 1995 noemde Rock & Folk het een van de belangrijkste albums gemaakt tussen 1965 en 1995.

## Bezetting
Leden
- Parker Dulany
- Phil Gammage
- Kevin Tooley

Voormalige leden
- Russell Berke
- Marcy Saddy
- Joe Lupo
- Vincent DeNunzio
- Sprague Hollander

- Robert Palacios
- Drew Vogelman
- Anthony Di Maso
- Lauren Anker

## Geschiedenis

### Oorsprong: 1980-1985
Certain General kwam eind 1980 samen als band na een ontmoeting in Manhattan East Village. Voordat de band hun eerste clubdate speelde in de Hurray in New York, had de band al een buzz gecreëerd tussen de muziek- en kunstgemeenschappen in het centrum van Manhattan. Loftfeesten, kunstopeningen en shows na sluitingstijd in Lower Manhattan dienden als hun springplank en ze werden al snel een van de lievelingen van het downtown-circuit, gevestigd in de club Club 57, bewoond door artiesten, acteurs en muzikanten als Keith Haring, Jean-Michel Basquiat, John Sex, Wendy Wild en Ann Magnuson. Bassist Russell Berke (Carla Bley), drummer Marcy Saddy (Toronto's The B-Girls) en gitarist Phil Gammage (The Corvairs) werkten samen met schilder en dichter Parker Dulany om een liveshow te creëren, die de lokale pers in New York boeide. New York Rocker riep hen al snel uit tot de meest kinetisch opwindende nieuwe band.
In 1981 en 1982 trad de band op in locaties aan de oostkust en hogescholen van Canada tot Texas. Bij vroege shows stonden ze op het podium met andere bands uit New York en Boston, zoals DNA, Bush Tetras, Liquid Liquid, Mission of Burma, The Raybeats en Swans. Hun bekendheid groeide naarmate hun aanwezigheid steeds meer voelbaar werd in de binnenstad en de band op verschillende momenten als huisband fungeerde bij zowel CBGB als Danceteria, locaties die nu allebei verdwenen zijn, maar desalniettemin legendarisch blijven voor de centrale rol die ze destijds speelden in het clubcircuit. Certain General waren bijna synoniem met het circuit en werden alomtegenwoordige gastheren op andere locaties zoals de Mudd Club, de Peppermint Lounge, The Rat, 9:30 Club en het bijgebouw in Hoboken in het centrum, Maxwell's. Ze zouden nog enkele jaren de hoofdattractie van dit circuit blijven. In een recensie van een show voor These Are the Days (1986) in Danceteria schreef Richard Grabel van de New Musical Express: in een muur van ingenieus geluid lijkt Parker een gevallen engel uit een pagina van Rimbaud.
In 1982 tekende de band bij het onafhankelijke platenlabel Labor Records in New York en nam hun debuut Holiday of Love op. De vijf nummers tellende ep werd geproduceerd door Peter Holsapple van The dB's en gemixt door Michael Gira van collega-labelgenoten Swans van Labor Records, een interessante combinatie als die er ooit was. Holiday oogstte lovende recensies, waaronder een stuk van Trouser Press, waarin de schijf werd genoemd als zijnde gemaakt voor alle tienerduivels van de wereld.
In 1983 vertrok de oorspronkelijke bassist Berke om te worden vervangen door roadie en allround funster Joe Lupo en de band zou beginnen met het opnemen van hun eerste echte album. Hoewel het baswerk van Berke algemeen als briljant werd beschouwd, merkte Graziano op dat Lupo 'de plutoniumstaaf was die de Certain General-feestreactor van brandstof voorzag'. Gedurende deze tijd zou Certain General de aandacht trekken van de Britse muziekjournalist Kris Needs, die de band verdedigde en later diende als hun gastheer tijdens hun eerste bezoek aan het Verenigd Koninkrijk. Op voorstel van Needs werd Far Away in America (1984) opgevat als een soort samenwerking en de lp werd gedeeld met een andere band uit New York, vrienden en muzikale collega's Band of Outsiders. Het bevatte twee live en twee studio-opnamen van elke band en werd onafhankelijk uitgebracht bij SourMash Records in april 1984. De twee bands bevorderden de coöperatieve aanpak en toerden samen in de lente en zomer van 1984 in zowel de Verenigde Staten als het Verenigd Koninkrijk om de plaat te promoten. Hoogtepunten van de Britse data waren shows in Alice in Wonderland (waar Dulany in zijn typische uitbundigheid zijn hand door het asbestplafond sloeg) en de Batcave in Londen, evenals de Hacienda (met James) in Manchester.
Het album, in combinatie met hun optredens in New York en Londen, zou ook de aandacht trekken van Chris Parry en zijn in Londen gevestigde Fiction Publishing. Dit viel samen met een verandering in het management, toen de band zich aanmeldde bij Ruth Polsky (de boekingsagent voor de New Yorkse clubs Hurray en Danceteria) en haar bureau Blind Dates Management. Ze begonnen ook te werken met het nieuwe Franse platenlabel L'Invitation au Suicide (I.A.S. Records) en maakten plannen om een nieuw opgenomen tweede lp aan het label in licentie te geven.
De band maakte gebruik van de Parry-relatie en stemde ermee in om op 14 november in het Beacon Theatre in New York te verschijnen ter ondersteuning van The Cure, die al een contract had getekend bij Fiction, een optreden dat een hoogtepunt in 1984 zou worden. Fans van beide bands zouden beweren dat, aangezien er in die tijd enige raakvlakken waren in de respectieve geluiden van de twee bands, de koppeling zeker logisch was vanuit muzikaal oogpunt. Hun respectievelijke posities in het muzikale pantheon van de dag waren echter inderdaad een ander probleem. De aangeboren honger van Certain General om op te treden en het verlangen om vooruit te komen, zou hen goed van pas komen in de context, wat een soort patroon voor de band werd. Door alle kansen die het Beacon-optreden bood, heeft de band zeker weten te overtuigen.

## November's HeatenThese Are the Days: "Nous Voila"
Zelf gefinancierd uit inkomsten die zijn bespaard op uitvoeringen in Danceteria in New York, werd November Heat in november 1984 in Frankrijk uitgebracht door I.A.S. Records. Dit zou een belangrijk keerpunt blijken te zijn. Toen ze op 3 februari 1985 in Parijs aankwamen, verwelkomde de Franse krant Libération de band en markeerde hun aankomst met berichtgeving op de voorpagina en drie interieurartikelen, met een kop boven een voorpagina-foto die aankondigde: Certain General: Nous Voila. Libération noemde de band Jim Jarmusch' en William Faulkners America en verwees naar Dulany als 'hopeloos mooi'. Libération heeft Certain General uitgeroepen tot 'beste nieuwe band' en bekroond met '1984 album van het jaar' voor de publicatie. Het Verenigd Koninkrijk zou het ook opmerken, met de New Musical Express die November Heat aanduidde als een van hun 'Five-Star Albums'.
Hoewel de band de volgende twee jaar meerdere malen op tournee ging en televisie-optredens in Frankrijk had, bleef het profiel van de band binnen de Verenigde Staten voornamelijk ondergronds omdat ze voornamelijk aan de oostkust bleven optreden. Dit was voor een groot deel te wijten aan interne verschillen in waar ze zouden moeten verschijnen: tournees aan de westkust en in het zuiden kwamen niet van de grond, niet omdat de kansen zich niet voordeden, maar eerder omdat interne strijd dat verhinderde. Hun bereik aan de oostkust kan echter niet worden genegeerd of buiten beschouwing gelaten en hun culturele invloed was geenszins beperkt tot New York. Of het nu was vanwege een van hun regelmatige uitstapjes in de Paradise Club in Boston of City Gardens in Trenton, met een stop bij de East Side Club in Philly op weg naar 688 in Atlanta, afgezien van het feit dat ze alleen werden gehoord in een van de topclubs uit die tijd, maakten ze hun aanwezigheid bekend en voelden ze hun impact.
De bands waarmee Certain General begin en midden jaren 1980 verscheen, is een echte lijst van veel van de beste onafhankelijke rockbands van die tijd: Green on Red, Rain Parade, Mission of Burma, Gun Club, Oingo Boingo, New Order, Rank and File, The Rezillos, The Bongos, The Nails, Gang of Four, R.E.M., The Sisters of Mercy, Way of the West, Medium Medium en Raybeats. In de context van spelen als de opener, bouwde Certain General een welverdiende reputatie op voor het overtreffen van degenen die ze ondersteunden. Ze werden een kracht om rekening mee te houden. In een recensie van een optreden in Salt Lake City meldde de Salt Lake City Tribune dat nadat New Order was geëindigd, de openingsact van Certain General nog steeds in de geest bleef nagalmen. Hoewel succesvol in Frankrijk, werd November Heat pas in 2000 in de Verenigde Staten uitgebracht, nogal vreemd gezien het feit dat de band veel aandacht kreeg, vooral door de zeer gerespecteerde Britse muziekpers. Destijds schreef Sounds over hun live optredens.
The New Musical Express beoordeelde een show in de Pyramid Club in New York en Lindsay Shapiro noemde Certain General het antwoord van New York op Echo & the Bunnymen met een paar Jim Morrison-neigingen, maar met veel individualiteit en een zangeres vol gepassioneerde aanwezigheid. De beoordeling werd afgesloten met de opmerking dat Certain General bijna psychedelisch was in hun onbelemmerde geest. 1985 zag meer bezettingswisselingen toen Sprague Hollander de oorspronkelijke gitarist Phil Gammage verving. In Frankrijk bracht I.A.S. Records het volgende opnameproject van de band uit voordat het werd voltooid, uit angst dat ze de band zouden verliezen aan een groot label. Deze bootleg zou de beruchte These Are the Days worden en zou op de een of andere manier nog steeds veel lof krijgen van de pers, ondanks de flagrante inconsistenties van een onvoltooid werk.
Als reactie op de auteursrechtschending van de plaat door I.A.S. bracht Ruth Polsky een voltooide single van de band (Will You en Bad Way) uit bij haar eigen in New York gevestigde label S.U.S.S. Records. Dit succes werd overschaduwd door een tragedie, toen Ruth omkwam bij een gruwelijk auto-ongeluk waardoor ze onder een gele taxi in de deuropening van The Limelight club, een omgebouwde kerk in New York, vastzat terwijl de band daar in september 1986 optrad. De band zou pas de volgende ochtend van Polsky's dood vernemen. Na een herdenkingsshow voor Polsky met New Order en Karen Finley in de Roxy in New York en de tweede van twee tournees met New Order, trok Certain General zich langzaam terug naar Parijs om te herstellen en te reorganiseren. Men kan speculeren dat het feit dat TimeOut Dulany later zou omschrijven als 'de achtervolgde crooner', te herleiden is tot dit keerpunt.

### 1987-1998
Na opnieuw in 1987 door Frankrijk te hebben getoerd, tekende Certain General bij het prestigieuze Franse label Barclay Records (Jacques Brel, Noir Désir) en nam Cabin Fever op. De lp bevatte hun best verkochte single tot nu toe, I Lose Myself, die door Libération werd aangehaald als een van de 10 beste singles van 1988. Gebaseerd op het succes van Fever en de aandacht die het kreeg in de Franse pers, bleef de band toeren en optreden in Frankrijk. In 1990 bracht Barclay Records het album Jacklighter uit, geproduceerd door Fred Maher, Gavin Mackillop en Lloyd Cole. Het bevatte Lloyd en collega 'Commotion' Blair Cowen op de single Baby Are You Rich? De single deed het goed, maar de band werd in 1992 door Barclay op een zijspoor gezet. Na het uitbrengen van Jacklighter voerde de band een periode van onderbreking in tot eind jaren 1990, terwijl de verschillende leden andere projecten nastreefden.

### 1999-2009
In 1999 voegde de originele gitarist Gammage zich weer bij de band en de oorspronkelijke bezetting van de groep werd opnieuw verenigd om Signals from the Source op te nemen in de kelderstudio van de CBGB voor Hilly Kristals CBGB Records. Genya Ravan (The Dead Boys) produceerde de plaat. These Are the Days werd officieel uitgebracht op het Fantastica Label in Frankrijk en de band speelde een landelijke tournee door Frankrijk, samen met de andere New Yorkers The Fleshtones. In 2000 bracht Fantastica het door Arnaud Dieterlan geproduceerde Closer to the Sun uit, die tijdens de tournee van 1999 in Parijs werd opgenomen. In 2001 zag de band Live in the Public Theatre bij hun eigen PreFab International Records. Deze opname bevatte een duet van La Decadanse van Serge Gainsbourg met Julee Cruise (Blue Velvet, Twin Peaks).

### 2010-heden
Op 21 mei 2010 bracht Certain General hun eerste collectie nieuw materiaal uit sinds Closer to the Sun, uitgebracht in 2000. De nieuwe 13-song cd Stolen Car, bestaat uit 12 nieuwe nummers geschreven door de band plus een remake van hun opname uit 1982 Hello My God. Met de oorspronkelijke bandleden Parker Dulany (zang, bas) en Phil Gammage (gitaar) samen met oude drummer Kevin Tooley, zet Stolen Car de tendens van de band naar uitgestrekte en verkennende rockgeluiden voort. Geproduceerd door Tooley in zijn Concept Studios in New York, bevat Stolen Car bijdragen van saxofonist Robert Aaron, een veteraan van opnamen van onder meer David Bowie, James White en Al Jarreau. In een persbericht van Le Son du Maquis van maart 2010 gaf Dulany commentaar op het schrijven, opnemen en produceren van aspecten van deze collectie. In het voorjaar van 2016 toerde de band door Europa.

## Compilaties en heruitgaven
November Heat wordt wereldwijd nog steeds uitgegeven en opnieuw uitgegeven (Bomp/Alive Records, Fan Club Records en Commotion Records). In 2001 bracht SourMash Records de twee-cd-set An Introduction to War uit, met daarop het niet eerder uitgebrachte album The Dead Rabbit Gang (nummers die na Heat van november in 1985 zouden verschijnen) en de schijf Savage Young Generals met live materiaal, circa 1981–1982. In 2005 werden Certain General opgenomen in de drie cd-compilatieseries New York Noise van Soul Jazz Records, met de meeste prominente postpunkbands uit New York van 1978–1982. In 2007 bracht het Britse label Easy Action Records de enige uitgebreide retrospectieve uit, die was gewijd aan Certain General, Invisible New York. Die schijf bevatte een samenwerking van New York, New York met Julee Cruise en Lenny Kaye, die werd opgenomen in reactie op 9/11.

## Solo- en zijprojecten
Tijdens zijn jaren met en zonder Certain General bleef gitarist Phil Gammage onder zijn eigen naam opnemen en optreden, waarbij verschillende van zijn opnamen werden uitgebracht door het in Parijs gevestigde New Rose Records. Zijn meest recente album is Used Man For Sale (PreFab International, Continental Record Services, 2016). Daarnaast werkte hij als opnamesessie gitarist en mondharmonicaspeler. Een aantal van zijn liedjes zijn verschenen op tv en filmsoundtracks. Parker Dulany heeft zijn werk als schilder en dichter voortgezet. Hij nam het soloalbum Mr. Parker's Band op, dat in 1995 werd uitgebracht bij het Franse label Night and Day Records.

## Discografie
- 1982:Holiday of Love (ep, Labor Records, USA)
- 1984, 1985: Far Away in America (lp, SourMash Records), (lp, L'Invitation au Suicide Records, FR)
- 1985, 1999, 2002: November's Heat (lp, L'Invitation au Suicide Records, FR), (cd, Alive Records, USA), (2 cd, Commotion/Fantastica Records,FR)
- 1986, 2000: These Are the Days (lp, Invitation au Suicide Records, FR), (Fantastica,FR)
- 1988: Cabin Fever (Barclay Records, FR)
- 1991: Jacklighter (Barclay Records, FR)
- 1999: Signals from the Source (cd, CBGB Records, USA)
- 2000: Closer to the Sun (Commotion/Fantastica Records, FR)
- 2001: An Introduction to War (2 cd, SourMash USA Records, USA)
- 2002: Live at the Public Theater (cd, PreFab International Records, USA)
- 2007: Invisible New York (2 cd, Easy Action Records, UK)
- 2010: Stolen Car (Le Son du Maquis)
- 2013: Live it Down (World Wide Vibe Records)